# Benedictus-Realschule Tutzing
Die Benedictus-Realschule Tutzing ist eine Realschule in Tutzing im oberbayerischen Landkreis Starnberg, die 1904 gegründet wurde.

## Geschichte
Bereits im Jahr 1891 wurde von Missionsbenediktinerinnen eine Kinderverwahranstalt in Tutzing gegründet. Erst 1904, als die Missionsschwestern das Kloster von Tutzing bezogen hatten, wurde in dem Gebäude mit Seegrundstück eine Höhere Mädchenschule eröffnet. Es war die Zeit maßgeblicher Reformen in der Mädchenbildung, die erst 1908 mit dem frauenrechtlichen Engagement von Helene Lange in Deutschland einsetzten. Die Höhere Mädchenschule ohne Oberstufe, die nach dem Abschluss im 15./16. Lebensjahr nur den Einstieg in ein Lehrerinnenseminar ermöglichte, wurde in Tutzing erst im Jahre 1932 zu einem Mädchengymnasium (Lyzeum), das wie bei den Gymnasien für Jungen auch Mädchen ein weiterführendes Studium ermöglichte.
Schon ab 1935 trat der NS-Staat gegen die kirchlichen Schulen und für die Entlassung klösterlicher Lehrkräfte auf. Im April 1938 wurde das Lyzeum auf Anordnung geschlossen. Ab nun diente die frühere herrschaftliche Villa von Prittwitz als Ausbildungsstätte für leitende NS-Schwestern. Hier wurden NS-Oberinnen für ihren Dienst im NS-Staat in einjährigen Kursen weltanschaulich geschult und nach Ablegung ihrer Prüfungen vereidigt.
Nach dem Zweiten Weltkrieg im Mai 1945 kehrten die ausgewiesenen Schwestern zurück und konnten die Mädchenschule ab 1946 weiterführen 1960 als vierjährige Mittelschule und 1965 in Realschule. In der Folge erwarb der Orden der Missionsschwestern vom Bayerischen Staat die Villa von Prittwitz als eigenes Schulgebäude.
1996 wurde die Villa umfangreich saniert und mit einem modernen Erweiterungsbau ergänzt zu einem neuen Schulkomplex, der unter dem Namen Benedictus-Realschule erstmals  koedukativ betrieben wurde, seit 2000 als sechsstufige Realschule.
2004 übernahm das Schulwerk der Diözese Augsburg von den Missionsschwestern die Schulträgerschaft. Seit 2008 wird die Schule erstmals von weltlichen Schulleiterinnen geleitet.

## Angebot

### Wahlpflichtfächer
Die Realschule bietet drei der bayrischen Wahlpflichtfächergruppen an:
- Wahlpflichtfächergruppe 1 (mathematisch-naturwissenschaftlich): Schwerpunkte: Mathematik, Physik, Chemie, Informatik
- Wahlpflichtfächergruppe 2 (kaufmännisch-wirtschaftlich): Schwerpunkte: Betriebswirtschaftslehre / Rechnungswesen sowie Wirtschafts- und Rechtslehre
- Wahlpflichtfächergruppe 3a (sprachlich): Schwerpunkte: Französisch und Betriebswirtschaftslehre / Rechnungswesen

### Weitere Angebote
Die Partnerschule Mitwara in Tansania wird durch Benefizveranstaltungen unterstützt. Es werden die Aktivitäten Chor, Schulsanitäter, Fun Sport, Basketball, Fotografie, Segeln und Catering als Wahlfächer angeboten. Zudem gibt es noch verschiedene Unterstützungsprogramme für Schüler.

## Schulleiter
- 2008–2016: Susanne Fedchenheuer
- Seit 2016: Angela Richter

## Auszeichnungen
- 2018: Europäischer Umweltpreis/Agenda 21[6]